# Gnawia
La gnawia ou gnaouia ou gnaouïa (en arabe : gnawiyya, en berbère : tagnawt) est un plat traditionnel de type ragoût et tajine variante de la bamia, que l'on retrouve dans la cuisine maghrébine que l'on retrouve dans la cuisine tunisienne en Tunisie, la cuisine algérienne en Algérie, la cuisine marocaine au Maroc et la cuisine libyenne en Libye.

## Dénomination
Son nom fait référence à l'okra (gombo, bamia) qui fait office d'ingrédient principal du mets culinaire et qui porte le même nom dans les variantes arabe tunisienne et algérienne.
En Tunisie il est aussi appelé marqet gnawiya ou gnawiya marsawiya (gnaouia marsaouia), qui signifie littéralement « la gnaouie marsoise », en référence à La Marsa.
L'appellation marqet gnawiya est aussi utilisée dans l'Est de l'Algérie, tandis que ṭadjin gnawiya ou djwaz bel gnawiya est utilisé ailleurs en Algérie et mlukhiya (mloukhia) ou ṭajin d mlukhiya au Maroc.
Le terme « gnaouia » signifie gnaouie, forme féminine du mot gnaoui, qui désigne la communauté des Gnaouis rattachée au groupe ethnique des Chouachines ou Haratines, et qui historiquement en arabe maghrébin qualifie aussi de manière générique les Subsahariens, l'origine du mot remontant au berbère Ignawen (aussi transcrit Ignaoun, Ignaouen, Ignaouène), qui signifie « Noirs », au masculin singulier agnaw (agnaou) et au féminin singulier tagnawt (tagnaout), au pluriel tignawin (tignaouin). 
« Les gnaouias » dans sa forme plurielle arabe lorsqu'il y a plusieurs plats se dit gnawiyat (gnaouiat).

## Cuisinologie
La gnaouïa, aussi dite tajine à l'okra ou tajine aux gombos est un tajine et ragoût.
Le plat est une variante de la bamia que l'on retrouve aussi ailleurs au Moyen-Orient, en Turquie et dans les Balkans.

## Préparation
Le ragoût peut être fait avec de la viande de chèvre,.
La variante tunisienne de la gnaouia est plus pimentée que les autres, contenant parfois des piments.